# Ritmička gimnastika na Mediteranskim igrama 2013.
Ritmička gimnastika na Mediteranskim igrama 2013. održavala se od 29. do 30. lipnja. Sportašice su se natjecale u jednoj disciplini pojedinačni višeboj.

## Osvajači medalja
| Kategorija          | Zlato                         | Srebro               | Bronca                        |
| Pojedinačni višeboj | Španjolska Carolina Rodriguez | Grčka Varvara Filiou | Francuska Kseniya Moustafaeva |

## Zemlje sudionice
- Andora
- Cipar
- Egipat
- Francuska
- Grčka
- Italija
- Libanon (prijavio se za natjecanje ali nije poslao gimnastičarke)
- Slovenija
- Španjolska
- Turska